# Млачевка
Мла́чевка (укр. Млачівка) — село, входит в Полесский район Киевской области Украины.
Население по переписи 2001 года составляло 463 человека. Почтовый индекс — 07041. Телефонный код — 4592. Занимает площадь 6 км². Код КОАТУУ — 3223586801.

## Местный совет
07041, Київська обл., Поліський р-н, с. Млачівка, вул. Жовтнева, 20